# Arturo Lanocita
Arturo Lanocita (Limbadi, 4 giugno 1904 – Milano, 23 aprile 1983) è stato un giornalista, scrittore e critico cinematografico italiano.

## Biografia
Di origini calabresi, si trasferisce a Milano e a diciotto anni entrò nella redazione del quotidiano L'ambrosiano di Umberto Notari e Gastone Gorrieri. Dal 1923 al 1930 fu reporter, redattore di cronaca bianca e di terza pagina, quindi si occupò anche di critica teatrale e letteraria. Quando il giornale passò sotto la gestione di Arnaldo Mussolini, fratello minore di Benito, si trasferì per un breve periodo a La Stampa, giornale diretto allora da Curzio Malaparte. Notato da Renato Simoni, passò al Corriere della Sera dove restò per un quarantennio. Nel 1933 fu promosso da redattore a capocronista.
In quel periodo iniziò ad occuparsi di critica cinematografica, all'inizio come "vice" di Filippo Sacchi e poi, dal dopoguerra immediato, come titolare. Parallelamente iniziò anche una discreta attività di scrittore: dopo i saggi Attori e attrici in pigiama (1926), raccolta di interviste con attori e attrici, e Scrittori del nostro tempo (1928), raccolta di recensioni librarie ed interviste a scrittori, acquisì una certa fama come giallista: con Alessandro Varaldo e Alessandro De Stefani è tra i primi autori italiani inseriti nella celebre collana dei Gialli Mondadori, con titoli quali Quaranta milioni (1932), Quella maledettissima sera (1939) e Salvateli dalla ghigliottina (1943).
Dopo la caduta del fascismo espatriò avventurosamente in Svizzera (inseguito da due mandati di cattura, si rifugiò in casa della madre) e s'impegna nel giornalismo militante antifascista con Sacchi ed Ettore Janni. Nel gennaio del 1944 venne internato nel campo di concentramento di Plenterplatz, nei dintorni di Zurigo, ma quattro mesi dopo riuscì a raggiungere Locarno. Sotto lo pseudonimo di Antonio Marlengo pubblicò due serie di racconti sul settimanale Illustrazione Ticinese, I racconti del sorriso e I racconti dell'incubo, nonché un romanzo ambientato nel periodo della Rivoluzione francese, Voglio vivere ancora, pubblicato a puntate tra il 1944 e il 1945.
Rimase a Locarno fino alla liberazione di Milano. Rientrato nel capoluogo lombardo, diventò viceredattore capo del Corriere della Sera e gli venne affidata la direzione del Corriere d'Informazione, che manterrà fino al 1950: in questi anni divenne titolare stabile della rubrica di critica cinematografica di entrambi i quotidiani, iniziando così a seguire i Festival del Cinema maggiori. Pubblicò inoltre l'ultimo suo romanzo, Il ragazzo che doveva mentire (1949) e il saggio Cinema, fabbrica dei sogni (1950).
Nel 1962 diventò redattore capo del Corriere della Sera, lasciando la rubrica di critica cinematografica a Giovanni Grazzini. L'anno seguente fu Presidente della Giuria della Mostra del Cinema di Venezia. Nel 1966 ricevette il Premio Borselli e due anni più tardi venne nominato Presidente dell'Associazione Lombarda dei Giornalisti. Dopo essere andato in pensione nel 1969, continuò ad occuparsi di cinema, scrivendo le voci riguardanti il cinema dell'enciclopedia della De Agostini La grande storia illustrata; si dedicò anche alla critica televisiva, tenendo una rubrica sul Giornale Nuovo. Morì a Milano all'età di 78 anni. La sua città natale ha intestato a suo nome una via.

## Opere

### Saggi
- Attrici e attori in pigiama (1926)
- Scrittori del nostro tempo (1928)
- Cinema, fabbrica dei sogni (1950)

### Romanzi
- Quaranta milioni (1932)
- Quella maledettissima sera (1939)
- Salvateli dalla ghigliottina (1943)
- Croce a sinistra (1945)
- Otto giorni d'angoscia (1945)
- Il ragazzo che doveva mentire (1949)
- Gratis (1959)
- Voglio vivere ancora (1944-1945 a puntate sul «Corriere del Ticino», poi in volume nel 2014, postumo, a c. di Andrea Paganini)